# Westville (Illinois)
Westville – wieś w Stanach Zjednoczonych, w stanie Illinois, w hrabstwie Vermilion.